# Rieden am Forggensee
Rieden am Forggensee – miejscowość i gmina w południowych Niemczech, w kraju związkowym Bawaria, w rejencji Szwabia, w regionie Allgäu, w powiecie Ostallgäu, wchodzi w skład wspólnoty administracyjnej Roßhaupten. Leży w Allgäu, około 18 km na południowy wschód od Marktoberdorfu, nad jeziorem Forggensee, przy drodze B16.

## Demografia
| Rok  | Liczba mieszk. |
| ---- | -------------- |
| 1970 | 794            |
| 1987 | 991            |
| 2000 | 1 161          |

## Polityka
Wójtem gminy jest Maximilian Streif (Parteilose Wählergemeinschaft), w skład rady gminy wchodzi 12 osób.
|      | CSU | PWG | FW | Razem |
| 2008 | 5   | 7   | –  | 24    |
| 2002 | 4   | 5   | 3  | 12    |